# Филиппов, Геннадий Алексеевич
Генна́дий Алексе́евич Фили́ппов (6 января 1932, Ордановка, Диканьский район — 3 марта 2023) — советский и российский учёный-механик, доктор технических наук, специалист в области энергетического машиностроения. Заслуженный деятель науки и техники РСФСР (1991), академик РАН (2000), профессор МЭИ. Лауреат Государственной премии СССР.

## Биография
Геннадий Алексеевич Филиппов родился 6 января 1932 года в селе Ордановка на Украине.
В 1951 году Филиппов с серебряной медалью окончил среднюю школу в Воронеже и в том же году поступил на Энергомашиностроительный факультет Московского энергетического института (МЭИ). В 1957 году он окончил МЭИ по специальности «Турбостроение» с присвоением квалификации инженера-механика. После окончания института был оставлен на кафедре Паровых и газовых турбин МЭИ, где работал до 1978 года (с 1966 года — доцент, с 1972 года — профессор).
В 1961 году Филиппов защитил диссертацию на соискание учёной степени кандидата технических наук, в 1971 году — диссертацию на соискание учёной степени доктора технических наук. 
В 1978 году Филиппов был назначен директором Всесоюзного научно-исследовательского и проектно-конструкторского института атомного энергетического машиностроения (ВНИИАМ) и работал в этой должности до 2005 года.
23 декабря 1987 года Филиппов избран членом-корреспондентом АН СССР по Отделению физико-технических проблем энергетики (энергетическое и электротехническое машиностроение). 26 мая 2000 года он избран действительным членом РАН.
В 2005—2007 годах Г. А. Филиппов — научный руководитель ВНИИАМ. Он являлся консультантом в ОКБ «Гидропресс» и ИБРАЭ РАН, работал профессором в МЭИ и в Томском Политехническом университете.
В МЭИ Филипповым был прочитан ряд новых курсов по газодинамике двухфазных сред и турбинам АЭС.
Г. А. Филиппов являлся[когда?] членом бюро Отделения энергетики, машиностроения, механики и процессов управления РАН, членом нескольких советов РАН и редколлегий журналов, председателем диссертационного докторского совета ОКБ «Гидропресс», председателем совета по «Энергетики» ВАК и РФФИ.
Г. А. Филиппов cкончался 3 марта 2023 года, похоронен на Троекуровском кладбище в Москве на участке 35.

## Научная деятельность
Г. А. Филиппов — ученик М. Е. Дейча.
Г. А. Филипповым получены важные научные результаты в области газодинамики двухфазных сред, конструирования и расчёта эффективных проточных частей турбин АЭС, теоретического и экспериментального обоснования нового метода защиты металлов от износа за счёт использования поверхностно-активных веществ, разработки новых видов оборудования АЭС и ТЭС.
Г. А. Филиппов вместе с коллегами впервые в мире выполнил исследования лопаток турбин с геометрическим воздействием на распределение степени реактивности и параметров потока по высоте, эффективность лопаток такого типа была подтверждена экспериментально, результаты исследований легли в основу технических решений по проектированию выхлопных отсеков мощных паровых турбин с предельной высотой лопаток, применяемых ведущими мировыми турбиностроительными фирмами.  
Г. А. Филиппов — автор более 200 научных публикаций, включая 12 книг. Под научным руководством и при консультациях Г. А. Филиппова подготовлено более 30 кандидатов и докторов наук.

## Награды

### Российской Федерации
- Орден Дружбы (2002)[6];
- Премия Правительства Российской Федерации в области науки и техники (2005)[7][8].

### Награды СССР
- Премия И. И. Ползунова АН СССР (1966);
- Государственная премия СССР (1981)[3];
- Орден «Знак Почёта» (1986)[3];
- Премия Совета Министров СССР (1991);
- Заслуженный деятель науки и техники РСФСР (1991).

## Публикации
- Филиппов Г. А., Поваров О. А., Пряхин В. В. Исследования и расчёты турбин влажного пара / Под ред. М. Е. Дейча. — М.: Энергия, 1973. — 232 с.
- Абрамов В. И., Филиппов Г. А., Фролов В. В. Тепловой расчёт турбин. — М.: Машиностроение, 1974. — 184 с.
- Филиппов Г. А., Поваров О. А. Сепарация влаги в турбинах АЭС. — М.: Энергия, 1980. — 320 с.
- Дейч М. Е., Филиппов Г. А. Газодинамика двухфазных сред. 2-е изд. — М.: Энергоиздат, 1981. — 472 с.
- Котов Ю. В., Кротов В. В., Филиппов Г. А. Оборудование атомных электростанций. — М.: Машиностроение, 1982. — 375 с.
- Трояновский Б. М., Филиппов Г. А., Булкин А. Е. Паровые и газовые турбины атомных электростанций. — М.: Энергоатомиздат, 1985. — 256 с.
- Дейч М. Е., Филиппов Г. А. Двухфазные течения в элементах теплоэнергетического оборудования. — М.: Энергоатомиздат, 1987. — 326 с.
- Филиппов Г. А., Салтанов Г. А., Кукушкин А. Н. Гидродинамика и теплообмен в присутствии поверхностно-активных веществ. — М.: Энергоатомиздат, 1988. — 184 с. — ISBN 5-283-00007-9.